# Queendom (Film)
Queendom (engl. so viel wie „Königinnenreich“) ist ein Dokumentarfilm von Agnija Galdanowa. In dem Film porträtiert die Regisseurin die russische Performance-Künstlerin Gena Marvin, die mit ihren provokativen Arbeiten, bei denen sie ihren eigenen Körper in gigantische, bedrohliche Silhouetten verwandelt, die Aufmerksamkeit der Öffentlichkeit und der Regierung ihres Landes auf sich zieht. Der Film feierte im März 2023 beim South by Southwest Film Festival seine Premiere und kam Mitte Juni 2024 in die US-Kinos.

## Inhalt und Biografisches
„Mir gefällt die Idee, dass Menschen beim Betrachten meiner Kunst verschiedene Emotionen von Wut bis Angst oder Freude empfinden können.“

Die russische Performance-Künstlerin Gena Marvin sorgt mit ihren provokativen Arbeiten immer wieder für Aufsehen. Als gigantische Silhouette gekleidet macht sie sich auf den Weg zu einem Fotoshooting mit ihrer Freundin. Als sie in dem Outfit, das sie für ihr Shooting getragen hatte, einen Lebensmittelladen betritt, wird sie gebeten, das Geschäft zu verlassen. Dieses sei unangemessen, so die Angestellten, käme es doch Dessous gleich.
Gena Marvin kommt aus dem Dorf/der Kleinstadt Magadan an der Küste des Ochotskischen Meeres, zog später aber nach Sankt Petersburg und schließlich nach Moskau. Mit ihren alptraumhaften Drag-Looks verarbeitet Gena Marvin ihre Kindheitstraumata. Nach eigenen Aussagen habe sie schon immer gewusst, dass sie anders war. Dies hätten auch alle anderen erkannt, weshalb sie früh Opfer von psychischer und körperlicher Gewalt wurde: „Da war ich immer so eine Art Prügelknabe. Ich hatte drei Gehirnerschütterungen und fast alle meine Zähne landeten auf den Straßen dieses Dorfes.“ Mit ihren radikalen öffentlichen Performances will sie die Wahrnehmung der Menschen von Schönheit und Queerness verändern und auf die Repressalien der LGBTQ+-Community aufmerksam machen.

## Produktion

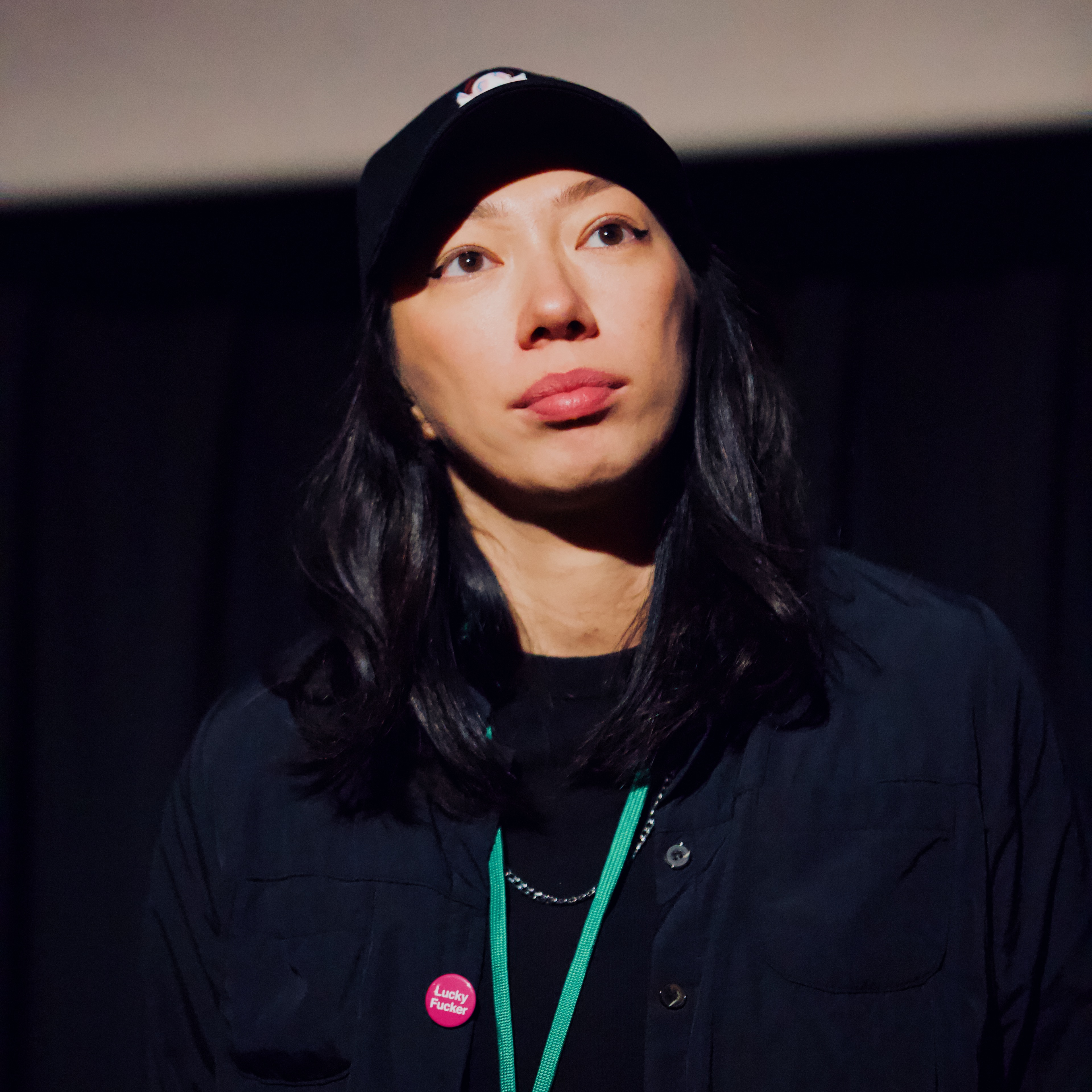
Regisseurin Agnija Galdanowa

Regie führte Agnija Galdanowa. Ihr erster abendfüllender Dokumentarfilm One Step Forward, One Step Back über den Traum einer Familie, fernab der Zivilisation im Altai-Gebirge zu leben, feierte beim Message to Man International Film Festival seine Premiere. Galdanova lernte Gena Marvin im Jahr 2019 während der Recherchen für einen geplanten Dokumentarfilm kennen. Damals lebte sie in St. Petersburg und wohnte in der Nähe der Mutter der Regisseurin.
Für die Dreharbeiten zu Queendom arbeitete Galdanowa mit Kameramann Ruslan Fedotov zusammen. Die Aufnahmen entstanden bei einer Nawalny-Demonstration, in Moskau, in einem Vorort von St. Petersburg und in Gena Marvins Heimatdorf Magadan. Von dort stammt auch der Produzent des Films, Igor Myakotin.
Die Premiere von Queendom erfolgte am 11. März 2023 beim South by Southwest Film Festival. Zu diesem Zeitpunkt wurde auch ein erster Clip vorgestellt. Im weiteren Verlauf des Monats wurde der Film bei CPH:DOX vorgestellt, dem Copenhagen International Documentary Film Festival. Ende Mai 2023 wurde er beim Mammoth Lakes Film Festival gezeigt und hiernach beim Inside Out Toronto 2SLGBTQ+ Film Festival. Im Juni 2023 wurde er bei Frameline47, beim Provincetown International Film Festival und beim Sydney Film Festival vorgestellt. Ende Juni 2023 wurde er auch beim Filmfest München gezeigt. Ende September, Anfang Oktober 2023 wurde er beim Reykjavik International Film Festival gezeigt. Im Oktober 2023 wurde er beim Zurich Film Festival und beim London Film Festival gezeigt. Im November 2023 wurde der Film beim Tallinn Black Nights Film Festival gezeigt. Mitte November 2023 wurde der erste Trailer veröffentlicht. Im Vereinigten Königreich war der Film seit 1. Dezember 2023 in ausgewählten Kinos zu sehen und wurde am gleichen Tag als Video-on-Demand veröffentlicht. Im Januar 2024 wurde Queendom beim Palm Springs International Film Festival gezeigt. Ende Januar, Anfang Februar 2024 wurde er beim Göteborg Film Festival gezeigt. Am 14. Juni 2024 kam der Film in ausgewählte US-Kinos.

## Rezeption

### Kritiken
Von den bei Rotten Tomatoes aufgeführten Kritiken sind alle positiv bei einer durchschnittlichen Bewertung mit 8,1 von 10 möglichen Punkten.
Stephanie Archer bemerkt in ihrer Kritik bei filminquiry.com, wie still der Protest der Künstlerin Gena Marvin ist. So laufe sie in ihren Outfits bewusst durch eine Gegend in der Stadt, wo kurz zuvor Menschen in Frauenkleidern in Moskau angegriffen wurden. Dabei spreche sie nicht und beginne auch keine Gespräche, vielmehr sei sie im Gespräch. Allein ihre Anwesenheit sei ein Katalysator für diese Reaktion. Queendom sei ein wunderschöner Film über Schmerz, Emotionen, Ausdruck und Belastbarkeit und einer der besten Dokumentarfilme des Jahres 2023.

### Auszeichnungen
Queendom wurde in eine Shortlist für die International Documentary Association Awards 2024 aufgenommen. Im Rahmen der Oscarverleihung 2025 wurde Queendom in eine 15 Titel umfassende Shortlist der Kategorie Bester Dokumentarfilm aufgenommen. Im Folgenden eine Auswahl von Auszeichnungen und Nominierungen.
Athens International Film Festival 2023
- Nominierung als Bester Dokumentarfilm (Agnija Galdanowa)
- Lobende Erwähnung (Agnija Galdanowa)[25]

Camden Film Festival 2023
- Auszeichnung mit dem Publikumspreis[26]

Cinema Eye Honors Awards 2024
- Nominierung für das Beste Visual Design (Agniia Galdanova)
- Aufnahme in die „Unforgettables“-Filme[27][28]

CPH:DOX 2023
- Auszeichnung mit dem NEXT:WAVE Award (Agnija Galdanowa)[29]

Dorian Awards 2025
- Nominierung als Bester nicht-englischsprachiger LGBTQ-Film
- Nominierung als Bester Dokumentarfilm[30]

Filmfest München 2023
- Lobende Erwähnung im Wettbewerb Cinerebels[31]

IDA Awards 2024
- Auszeichnung für die Beste Kamera (Ruslan Fedotov)[32]

London Film Festival 2023
- Nominierung im Documentary Competition[18]

Montclair Film Festival 2023
- Nominierung für den Bruce Sinofsky Prize for Documentary Feature (Agnija Galdanowa)[33]

Outfest Los Angeles LGBTQ+ Film Festival 2023
- Besondere Erwähnung im Documentary Feature Competition[34]

Palm Springs International Film Festival 2024
- Nominierung für den Documentary Award[35]

Reykjavik International Film Festival 2023
- Nominierung im A Different Tomorrow Competition[16]

South by Southwest Film Festival 2023
- Nominierung im Documentary Feature Competition (Agnija Galdanowa)

Zurich Film Festival 2023
- Nominierung im Dokumentarfilm-Wettbewerb
- Auszeichnung mit dem Publikumspreis
- Lobende Erwähnung im Focus Competition[17][36][37]